# Stelis werklei
Stelis werklei är en orkidéart som beskrevs av Rudolf Schlechter. Stelis werklei ingår i släktet Stelis och familjen orkidéer. Inga underarter finns listade i Catalogue of Life.